# Vinko Jeđut
Vinko Jeđut (Breška Poljana, kraj Ivanić-Grada, 1914. — Kalnik, 1944.) bio je željezničarski radnik i sudionik Narodnooslobodilačke borbe.

## Životopis
Rođen je 1914. godine u Breškoj Poljani, kraj Ivanić-Grada. Kao kvalificirani radnik, bio je zaposlen u Željezničkoj radionici u Zagrebu. Članom Saveza komunističke omladine Jugoslavije postao je 1933., a članom Komunističke partije Jugoslavije 1935. godine. Od 1939., bio je član željezničkog rukovodstva. Bio je i jedan od osnivača društva „Mladost“ u Trnju 1934. godine.
Ustaše su ga uhitili u ljeto 1941. godine i interniran u logor Kerestinec. Iz logora je bio odveden u bolnicu iz koje je uz pomoć željezničke organizacije KPH (braća Ico i Dado Očak) bio oslobođen. Narodnooslobodilačkom pokretu priključio se krajem 1941. godine, na području Moslavine. Tijekom prve ratne godine, Jeđut je bio jedan od najaktivnijih partijskih radnika i revolucionara u Moslavini. U jesen 1942., bio je izabran za tajnika Okružnog komiteta KPH za Čazmu.
Poginuo je u borbama protiv neprijatelja na Kalniku 1944. godine.

## Nasljeđe
Poslije rata, po njemu je trnjansko kulturno-umjetničko društvo nazvano „Vinko Jeđut“. Ime KUD-a je 1990-ih promijenjeno u KUD „Željezničar“. U dvorištu ispred dvorane KUD-a nalazi se njegova bista. Jedna zagrebačka ulica nosi njegovo ime.